# كارل مولر (مهندس)
كارل مولر هو مهندس سويسري، ولد في 29 نوفمبر 1952 في روكفيل في سويسرا.